# Micrespera
Micrespera is een geslacht van kevers uit de familie bladkevers (Chrysomelidae).
De wetenschappelijke naam van het geslacht werd in 1987 gepubliceerd door Chen Sicien.

## Soorten
- Micrespera castanea Chen, 1987